# 엘브달렌시

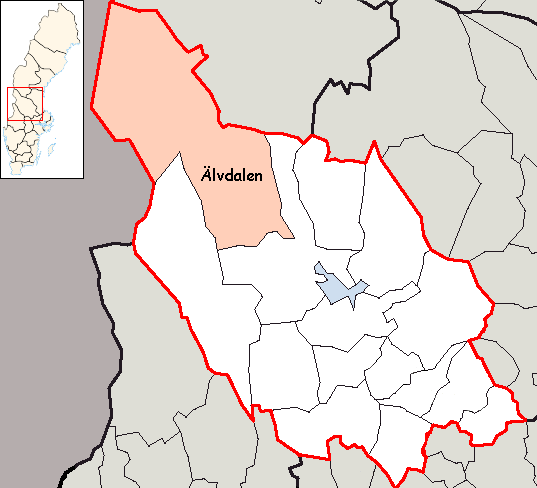
엘브달렌 시의 위치

엘브달렌시(스웨덴어: Älvdalens kommun)는 스웨덴 달라르나주에 위치한 지방 자치체로 행정 중심지는 엘브달렌이며 면적은 7,142.83km2, 인구는 7,039명(2016년 12월 31일 기준), 인구 밀도는 0.99명/km2이다.

시 문장